# Petronila Infantes
Petronila Infantes, née à La Paz le 29 juin 1911 et morte dans la même ville le 8 octobre 1991, est une militante anarchiste et syndicaliste bolivienne. Elle fonde le syndicat des travailleuses culinaires (en) et est une figure de proue du mouvement anarchiste des femmes en Bolivie.

## Biographie
Infantes naît à La Paz le 29 juin 1911. Très jeune, elle part vivre à Eucaliptus (en). Elle y travaille avec son père pour une entreprise américaine, mais il meurt alors qu'elle est encore enfant. Elle commence alors à travailler comme vendeuse de rue puis comme cuisinière avec sa mère,.
Lors de son premier mariage, elle a un fils, José Enrique, et une fille, Alicia. Son mariage est une cérémonie civile plutôt que religieuse parce qu'elle se méfie de l'utilisation des fonds par l'Église catholique.
En 1929, Infantes fait remarquer qu'à une conférence politique, les femmes boliviennes de la classe supérieure se sont opposées à ce que les cholas fassent une présentation.
Infantes participe à une manifestation contre l'interdiction en 1935 du système de tramway pour les personnes portant des bagages lourds ou des vêtements susceptibles d'entrer en contact avec d'autres. Cet arrêté vient quand des femmes de la classe supérieure se plaignent que leurs collants sont déchirés par les jupes des chola, des femmes autochtones et métisses qui portent des pollera (es) traditionnelles et des chapeaux melon. Beaucoup de ces femmes sont cuisinières. Elles forment alors le Syndicat des travailleuses culinaires, entièrement féminin, en réponse aux pratiques discriminatoires des compagnies de tramway. Infantes est l'une des fondatrices,. Les compagnies de tramway doivent annuler l'interdiction.

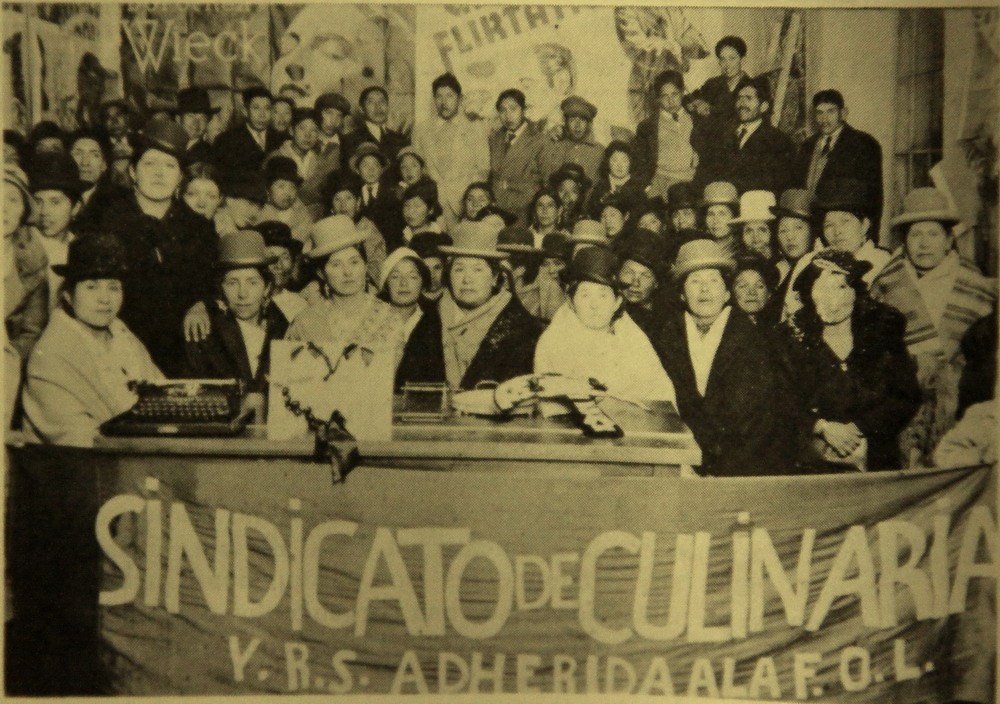
Syndicat des travailleuses culinaires.

Le travail du syndicat des travailleuses culinaires conduit à la reconnaissance de la profession de cuisinière, à une journée de travail de huit heures et à la mise à disposition de services de garde gratuits pour les mères qui travaillent. Son modèle a été adopté par d'autres syndicats entièrement féminins. En 1940, douze syndicats entièrement féminins fusionnent, notamment grâce au travail administratif d'Infantes, au sein de la Fédération des travailleuses (FOF). Infantes en devient la dirigeante.